# Lestards
Lestards is een gemeente in het Franse departement Corrèze (regio Nouvelle-Aquitaine) en telt 111 inwoners (2009). De plaats maakt deel uit van het arrondissement Ussel. Zijn église St. Martial was in de 14de E een afhankelijkheid van de commanderie van Saint-Antoine de Viennois. Deze mooie oude tempelierskerk met dakbedekking in stro, is uniek in de Limousin. De westgevel is een muurtoren met 4 steunberen op de hoeken. In het interieur zijn Romaanse pilaren met gesculpteerde kapitelen en gewelven uit 12de E te zien, samen met een kruisgewelf in het transept uit de 15de E. Buiten achter het koor, liggen de overblijfsels van bijzondere oude graven. Nabij levert een oude fontein drinkbaar water.

## Geografie
De oppervlakte van Lestards bedraagt 17,7 km², de bevolkingsdichtheid is dus 6,3 inwoners per km².
De onderstaande kaart toont de ligging van Lestards met de belangrijkste infrastructuur en aangrenzende gemeenten.

## Demografie
Onderstaande figuur toont het verloop van het inwonertal (bron: INSEE-tellingen).